# 井戶良弘
井戶良弘（日语：／ Ido Yoshihiro，1533年—1612年），日本戰國時代及江戶時代初期的武將。大和國井戶城主。

## 生平
井戶氏是大和的國人眾。良弘仕於筒井氏，並數度與松永久秀交戰。將井戶城讓給兒子覺弘，永錄11年（1568年），受筒井氏影響改仕於織田信長，該期間與松永氏和睦相處。但元龜元年（1570年），松永久秀自織田氏離反，再度受到松永氏侵攻，同年2月女兒被久秀殺害，3月居城被奪走。
松永氏被滅之後，改仕於塙直政，直政戰死後再度仕於筒井氏。天正6年（1578年）直政遭改易後，受命將其一族逮捕並追究責任，受封山城國槙島城主2萬石。天正9年（1581年），於筒井氏麾下進攻伊賀。
但是，天正10年（1582年），本能寺之變後，爆發山崎之戰，其時態度並不鮮明（次男治秀是明智光秀的女婿），戰後遭到改易，於奈良蟄居，之後趁筒井順慶死後契機改仕於羽柴秀吉，在之後成為細川忠興家臣，關原之戰與細川幽齋同屬東軍，進攻丹波國田邊城的西軍小野木重勝軍。戰後回大和渡過餘生。